# Saint-Boès
Saint-Boès település Franciaországban, Pyrénées-Atlantiques megyében. Lakosainak száma 370 fő (2022. január 1.). Saint-Boès Baigts-de-Béarn, Bonnut, Orthez és Saint-Girons-en-Béarn községekkel határos.

## Népesség
A település népessége az elmúlt években az alábbi módon változott:
| Lakosok száma | 347  | 348  | 370  | 367  | 364  | 361  | 358  | 365  | 370  |
|               | 2013 | 2015 | 2016 | 2017 | 2018 | 2019 | 2020 | 2021 | 2022 |